# Хемијско-прехрамбена технолошка школа Београд
 Хемијско-прехрамбена технолошка школа је средња школа која се налази у Београду у општини Чукарица, на Бановом брду.

## Историјат
Школа је основана 1957. године под називом Хемијска-технолошка средња школа, али је променила своје име у Хемијско-технолошко техничка школа. Од 1963/1964. године школа је добила нове смерове:
- техничар-аналитичар
- погонски техничар
- прехрамбени техничар у четворогодишњем трајању

Школа је прерасла у центар 1969. године и увела и трогодишње школовање. Године 1997/1998. Хемијска школа имала је следеће образоване профиле који су обухватали трогодишње и четворогодишње образовање:
- хемијско-технолошки техничар
- хемијски лаборант
- израђивач хемијских производа
- пластичар (наносилац заштитних превлака)

Школске 2002/2003. године извршена је реформа образовања  у “Хемијско-прехрамбено технолошкој школи“. У оба подручја рада уведено је трогодишње и четворогодишње стручно образовање.

## Образовни профили данас
Стручне компетенције образовних профила подручја рада  Пољопривреда  производња и прерада хране
- Месар (3 године)
- Пекар (3 године)
- Произвођач прехрамбених производа (3 године)
- Прехрамбени техничар — Техничар за биотехнологију (4 године)
- Техничар за биотехнологију (4 године)

Стручне компетенције образовних профила подручја рада Хемија неметали и графичарство
- Хемијско технолошки техничар (4 године)
- Хемијски лаборант (4 године)
- Техничар за заштиту животне средине (4 године)
- Техничар за индустријску фармацеутску технологију (4 године)